# NGC 576
NGC 576 è una  galassia lenticolare situata nella costellazione della Fenice, a una distanza di circa 166 milioni di anni luce dalla nostra Via Lattea.

## Scoperta
NGC 576 è stata scoperta il 3 ottobre 1834 dall'astronomo britannico John Herschel.